# Circuito de Getxo 2008
Il Circuito de Getxo 2008, sessantatreesima edizione della corsa e valida come evento dell'UCI Europe Tour 2008 categoria 1.1, si svolse il 31 luglio 2008 su un percorso totale di 185,3 km. Fu vinto dall'olandese Reinier Honig che terminò la gara in 4h16'52", alla media di 43,28 km/h.
Al traguardo 99 ciclisti portarono a termine il percorso.

## Ordine d'arrivo (Top 10)
| Pos. | Corridore            | Squadra      | Tempo    |
| ---- | -------------------- | ------------ | -------- |
| 1    | Reinier Honig        | P3 Transfer  | 4h16'52" |
| 2    | Koldo Fernández      | Euskaltel    | s.t.     |
| 3    | Enrique Mata         | Burgos       | s.t.     |
| 4    | Miyataka Shimizu     | Meitan Hompo | s.t.     |
| 5    | José Luis Carrasco   | Andalucía    | s.t.     |
| 6    | Ignacio Sarabia      | Extremadura  | s.t.     |
| 7    | Manuel Vázquez Hueso | Contentpolis | s.t.     |
| 8    | Xabat Otxotorena     | Extremadura  | s.t.     |
| 9    | Nikita Es'kov        | Tinkoff      | s.t.     |
| 10   | Joaquín Sobrino      | Burgos       | s.t.     |